# Aphis fabae
El pulgón Aphis fabae es un pequeño insecto del género  Aphis, familia Aphididae. En los meses cálidos se lo encuentra en gran números en el revés de las hojas de las plantas huéspedes, que incluyen muchas plantas cultivadas. Existen formas aladas y ápteras, y en esta época del año son todas hembras partenogenéticas. Chupan la savia de los tallos y hojas causando deformaciones de las plantas y arruinando las cosechas. Pueden ser vectores de virus que causan enfermedades a las plantas. El rocío de miel que producen puede causar la fumagina. Se reproduce en grandes números a gran velocidad. Está asociado con hormigas que los protegen. Es posible controlar sus poblaciones por la presencia de insectos parasíticos y predadores. En otoño aparecen formas aladas, machos y hembras que se aparean. Los huevos pasan el invierno. 

## Distribución
Es posible que la especie se haya originado en Europa y Asia, pero en el presente está difundida por todo el mundo. Se la encuentra en las regiones templadas de Europa, Asia y Norteamérica y en regiones frescas de África, el medio oriente y Sudamérica. En las regiones más cálidas de su rango los individuoa ápteros partenogenéticos pueden sobrevivir el invierno y continuar reproduciéndose todo el año. Se sabe que son migratorios. En Europa una red de entomólogos ingleses y franceses han estudiado sus movimientos migratorios. Grandes concentraciones aparecen primero en el centro de Francia a principios del verano. Después la especie se desparrama hacia el norte y el oeste en generaciones sucesivas, así a fines del verano el pulgón ha llegado hasta Escocia en grandes concentraciones.